# Sarah Price
Sarah Jane Price (Enfield, Inglaterra, 19 de abril de 1979) es una nadadora retirada especializada en pruebas de estilo espalda. Fue medalla de bronce en la prueba de 50 metros espalda durante el Campeonato Mundial de Natación en Piscina Corta de 2000.
Representó a Reino Unido en los Juegos Olímpicos de Sídney 2000 y Atenas 2004.

## Palmarés internacional
| Campeonato Mundial de Natación en Piscina Corta | Campeonato Mundial de Natación en Piscina Corta | Campeonato Mundial de Natación en Piscina Corta | Campeonato Mundial de Natación en Piscina Corta |
| Año                                             | Lugar                                           | Medalla                                         | Prueba                                          |
| ----------------------------------------------- | ----------------------------------------------- | ----------------------------------------------- | ----------------------------------------------- |
| 2000                                            | Atenas ( Grecia)                                | Medalla de bronce                               | 50 m espalda                                    |
| Campeonato Europeo de Natación                  |                                                 |                                                 |                                                 |
| Año                                             | Lugar                                           | Medalla                                         | Prueba                                          |
| 1997                                            | Sevilla ( España)                               | Medalla de bronce                               | 4 × 100 m estilos                               |
| Campeonato Europeo de Natación en Piscina Corta |                                                 |                                                 |                                                 |
| Año                                             | Lugar                                           | Medalla                                         | Prueba                                          |
| 2000                                            | Valencia ( España)                              | Medalla de bronce                               | 4 × 50 m estilos                                |